# Panneaux de signalisation aux États-Unis

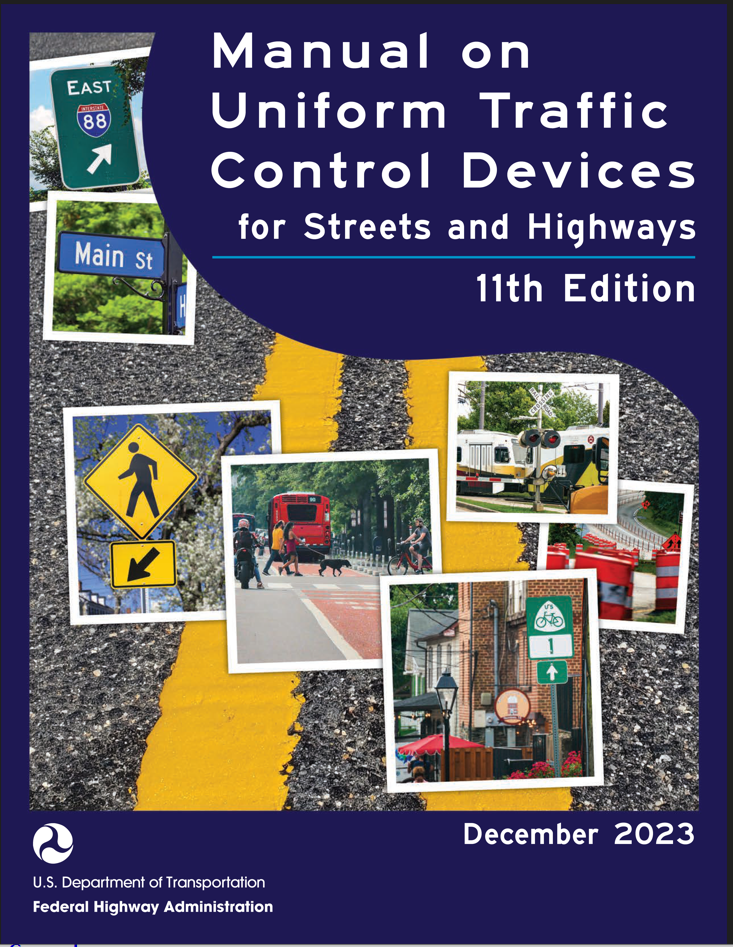
11e édition du MUTCD, parue en décembre 2023

Aux États-Unis, la signalisation routière est, pour l'essentiel, normalisée par des réglementations fédérales, principalement dans le Manual on Uniform Traffic Control Devices (MUTCD) et son volume complémentaire, le Standard Highway Signs (SHS).

## Adoption et conformité

Carte des États-Unis montrant l'adoption par les États de l'édition 2009 du manuel:
Manuel adopté sans suppléments
Manuel adopté avec des suppléments spécifiques à chaque État
Manuel spécialisé adopté pour l'État

La 11e édition du MUTCD a été publiée le 19 décembre 2023. La date d'entrée en vigueur, 30 jours après la publication, du MUTCD était le 18 janvier 2024. Les États disposent de deux ans après la date d'entrée en vigueur pour faire l'une des deux choses suivantes : adopter le MUTCD révisé, adopter le MUTCD révisé avec un supplément d'État, ou adopter un MUTCD spécifique à l'État.
18 États utilisent le manuel sans modification ; 22 États, le district de Columbia et Porto Rico l'ont adopté avec un volume supplémentaire ; et dix États disposent d'une version nationale substantiellement conforme au MUTCD. Le MUTCD et la SHS établissent sept catégories de panneaux à utiliser sur les routes et autoroutes, comme suit (la liste ne couvre pas toutes les situations ; les panneaux sont tirés du MUTCD national, sauf indication contraire).
Les panneaux de signalisation routière aux États-Unis sont divisés en 6 catégories :
- Panneaux de signalisation réglementaires (anglais : Regulatory Signs) ;
- Panneaux de signalisation de danger et marqueurs des objets (anglais : Warning Signs and Object Markers) ;
- Panneaux de signalisation de guidage (anglais : Guide Signs) ;
- Panneaux de signalisation temporaires de contrôle de la circulation (anglais : Temporary Traffic Control Signs) ;
- Panneaux de signalisation dans une zone scolaire (anglais : School Signs) ;
- Détails des panneaux divers (anglais : Miscellaneous Sign Details).